# Tony Hall
Tony Hall, lord Hall, właśc. Anthony William Hall, baron Hall of Birkenhead (ur. 3 marca 1951 w Birkenhead) – brytyjski dziennikarz i menadżer, w latach 2001–2013 dyrektor naczelny Opery Królewskiej w Londynie, od 2013 dyrektor generalny BBC. Od 2010 członek Izby Lordów jako jeden z crossbenchers.

## Życiorys
Pochodzi z wyższej klasy średniej, jego ojciec był dyrektorem banku. Ukończył studia w zakresie polityki, filozofii i ekonomii (tzw. PPE) na University of Oxford. W 1973 rozpoczął pracę w BBC, najpierw jako stażysta w newsroomie dla Irlandii Północnej w Belfaście. Następnie przeszedł do BBC Radio 4, gdzie był producentem programów publicystycznych. W wieku zaledwie 34 lat objął stanowisko redaktora naczelnego sztandarowych wieczornych wiadomości telewizyjnych BBC One, 9 O'Clock News. W 1990 został dyrektorem wszystkim programów informacyjnych i publicystycznych w telewizji BBC, zaś trzy lata później podporządkowano mu również wiadomości i publicystykę radiową. Po restrukturyzacji w 1996 został dyrektorem publicystyki w całej BBC.
W 1999 bez powodzenia startował w konkursie na dyrektora generalnego korporacji. W 2001 odszedł z BBC, aby objąć stanowisko dyrektora naczelnego Opery Królewskiej. Pod jego kierunkiem instytucja ta wprowadziła szereg inicjatyw otwierających ją na nowych odbiorców i zwiększających zasięg jej twórczości. Należały do nich m.in. transmisje wideo, dzięki którym spektakle z Londynu mogli oglądać widzowie w salach widowiskowych na prowincji, liczne wydania spektakli na DVD, a także promocje cenowe, pozwalające osobom gotowym przyjść na przedstawienie nie wieczorem, lecz wczesnym popołudniem, mogły liczyć na dużo tańsze bilety. W latach 2009–2012 kierował również programem kulturalnym Letnich Igrzysk Olimpijskich 2012. W 2012 został równocześnie wiceprzewodniczącym rady nadzorczej Channel 4.
22 października 2012 ogłoszono jego nominację na stanowisko dyrektora generalnego BBC. Do najważniejszych postawionych przed nim zadań należą dokończenie procesu restrukturyzacji i decentralizacji BBC, odbudowa prestiżu i wiarygodności korporacji po serii bardzo poważnych błędów jej dziennikarzy, a także poprawa pozycji BBC w świecie nowych technologii. Oficjalnie rozpoczął urzędowanie na początku kwietnia 2013, choć w praktyce brał udział w procesach zarządzania już od początku roku.

## Wyróżnienia
W 2006 otrzymał Order Imperium Brytyjskiego klasy Komandor (CBE). W marcu 2010 został kreowany parem dożywotnim jako lord Hall of Birkenhead. W parlamencie zasiada wśród crossbenchers, czyli lordów nie związanych z żadną partią polityczną.